# Улица Савиной
Улица Са́виной — улица в Петроградском районе Санкт-Петербурга, на Петровском острове. Проходит от Петровской площади до Большого Петровского моста.

## История
Ещё во второй половине XVIII века на Петровском острове был обустроен парк с регулярной планировкой. Две основные аллеи, одна вдоль острова, другая — поперёк, сходились к большой круглой площади, в центре которой стоял деревянный дворец.
16 апреля 1849 года поперечной аллее присвоено название Топольная улица (на участке от реки Малой Невы до реки Малой Невки), связанное с тем, что здесь произрастали тополя. Участок от Малой Невы до Петровской площади вошёл в территорию судостроительной фирмы «Алмаз» и был закрыт в 1950-е годы.
Современное название Улица Савиной присвоено 20 сентября 1965 года в честь М. Г. Савиной, русской актрисы, в связи с 50-летием со дня её смерти, а также в связи с тем, что в проезде находится основанный Савиной Дом ветеранов сцены, около которого она похоронена.

## Достопримечательности
- Дом ветеранов сцены им. М. Г. Савиной (дом 1)
- Большой Петровский мост